# Mohamemd Jaber (cầu thủ bóng đá)
Mohammed Jaber (Arabic:محمد جابر) (sinh ngày 28 tháng 1 năm 1989) là một cầu thủ bóng đá người Các Tiểu vương quốc Ả Rập Thống nhất. Hiện tại anh thi đấu cho Shabab Al-Ahli.